# Leistes
Leistes är ett fågelsläkte i familjen trupialer inom ordningen tättingar. Släktet omfattar fem arter som förekommer från Costa Rica till södra Sydamerika:
- Rödbröstad ängstrupial (L. militaris)
- Vitbrynad ängstrupial (L. superciliaris)
- Peruängstrupial (L. bellicosa)
- Långstjärtad ängstrupial (L. loyca)
- Pampasängstrupial (L. defilippii)

Leistes inkluderades tidigare i Sturnella men bryts idag oftast ut som ett eget släkte.